# صدایم کن
صدایم کن یک مجموعه تلویزیونی محصول سال ۱۳۷۹ به کارگردانی احمد حسنی‌مقدم مسعود نوابی،  می‌باشد که از شبکه پخش شد.

## قسمت‌ها

### ضریح
- کارگردان: مسعود نوابی
- بازیگران:  جمشید مشایخی - پوراندخت مهیمن - حسن رضائی - شهرام عبدلی - عباس افشار - پرویز شکری - ولی برجی - نیما طباطبائی - علی دهقانی فر - شمس اله عباسی - حمید دانشپور - نگین عباسی - مرتضی حسینی - مجید جمشیدی - داود اسکندری - وحید سلطانی.

### فرنگیس
کارگردان: سیداحمد حسنی‌مقدم
بازیگران: مهران احمدی - عالیه عطائی - ولی‌الله مومنی - جمشید شاه‌محمدی - افسانه ناصری - فرامرز واحد - بهروز صیدلو - مریم مهرعلی - مهناز رضازاده - ثریا بزرگی - فاطمه شکوری - محمد نمازی - رضا صیدلو - مهدی صیدلو.
محصول: پائیز 1379

### دادستان
- کارگردان: مسعود نوابی
- بازیگران: محمود عزیزی - رامبد شکرآبی - شهرام عبدلی - اشکان خطیبی - علیرضا بهزادی‌پور - حمیدرضا حبیبی - ساناز رحیم‌پور - صدیقه کیانفر - مصطفی انوش - پرویز شکری - محمد حسینی - میثم امیراصلانی - سمیه شیخ‌الاسلامی - وحید سلطانی - نیلا خرم - محمدرضا افلاکی - حسن عابدی - لیلا همیلو.

### مرضیه
- کارگردان: مسعود نوابی
- بازیگران: نیکو خردمند - شهرام پوراسد - شهره سلطانی - مهدی فقیه - کاظم هژیرآزاد - لیدا عباسی - هادی فراهانی - مصطفی انوش - پروین میکده - ستار اورا - شیوا اردوئی - منصوره صفری - محمدرضا افلاکی